# Hale Rood
Hale Rood (* 2. Februar 1923 in Merrill (Wisconsin); † 19. Dezember 1991) war ein US-amerikanischer Jazz- und Orchestermusiker (Posaune, Arrangement, Komposition).

## Leben und Wirken
Rood, der in New York lebte, war in den frühen 1950er-Jahren Posaunist im Ralph Flanagan Orchestra; ab Mitte des Jahrzehnts spielte er in den Orchestern von Ray Eberle, Tito Puente (Night Beat, 1957), Benny Goodman und George Shearing (Satin Brass, 1959). Rood war ferner Arrangeur der Filmmusik der TV-Serie Be Our Guest (1960). Unter eigenem Namen legte er 1962 die Soundtrack-LP Music to Make Automobiles By vor, Musik zu dem Kurzfilm The Right Hand of Plenty. Ab den 1970er-Jahren arbeitete er als Musiker bei Art Webb und bis in die 1990er-Jahre bei Louie Bellson, außerdem als Arrangeur und Orchesterleiter für Vokalistinnen wie  Anne Marie Moss (Don't You Know Me?, 1980, u. a. mit Jerry Dodgion, Sol Schlinger, Eddie Gomez, Randy Jones) und Helen Forrest (Now and Forever, 1983, u. a. mit Frank Wess, Hank Jones, George Duvivier, Grady Tate).  Im Bereich des Jazz war er zwischen 1953 und 1990 an 29 Aufnahmesessions beteiligt.